# František Macek (1988)
František Macek (* 21. června 1988 Zlín) je český dirigent.
V roce 2018 zvítězil v mezinárodní dirigentské soutěži na pozici asistenta dirigenta u Národního symfonického orchestru Polského rozhlasu (NOSPR) v Katovicích. Působí jako umělecký ředitel festivalu Hudba v zahradách a zámku Kroměříž a od roku 2022 je šéfdirigentem Státního komorního orchestru Žilina.

## Životopis
František Macek pochází z hudební rodiny. Jeho čtyři sourozenci jsou všichni hudebníci a jeho otec František Macek byl varhaník, skladatel a dirigent.
František Macek absolvoval obor hra na varhany na konzervatoři P. J. Vejvanovského v Kroměříži a sbormistrovství chrámové hudby na Týnské škole - Collegium Marianum v Praze.
Ve studiu pokračoval na Hudební fakultě Akademie múzických umění v Praze (AMU) v Praze a na Královské hudební akademii ve Stockholmu, kde studoval dirigování u B. Tommyho Anderssona. Studia zakončil v roce 2017 absolventským koncertem s Norrköping Symphony Orchestra. Své dirigentské dovednosti zdokonaloval také během mistrovských kurzů s Bernardem Haitinkem, Davidem Zinmanem, Danielem Gatti a Manfredem Honeckem a absolvoval prestižní Americkou dirigentskou akademii v Aspenu a Akademii Menuhinova festivalu ve švýcarském Gstaadu.
V roce 2018 se dostal do povědomí profesionálního dirigentského světa, když zvítězil v konkurzu na asistujícího dirigenta Národního symfonického orchestru Polského rozhlasu (NOSPR), který se pyšní jedním z nejlepších moderních sálů v Evropě.
V roce 2020 se František Macek stal uměleckým ředitelem mezinárodního hudebního festivalu “ Hudba v zahradách a zámku Kroměříž » (Česká republika), věnovaný představením vážné hudby v zahradách a zámku (zapsaných na seznamu UNESCO) v Kroměříži. Na jaře 2021 Macek úspěšně debutoval na prestižním festivalu Pražské jaro se Symfonickým orchestrem Českého rozhlasu a často spolupracuje s dalšími českými orchestry, včetně Symfonického orchestru hlavního města Prahy FOK, PKF – Pražská filharmonie, Filharmonie Brno, Janáčkova filharmonie Ostrava, Moravská filharmonie Olomouc, Plzeňská filharmonie, Filharmonie Bohuslava Martinů a Komorní filharmonie Pardubice.
František Macek se úspěšně etabloval na mezinárodní scéně. V nedávné době stanul před hudebními tělesy jako jsou: Orquesta de Valencia, Singapore Symphony Orchestra, Opéra Orchestre National Montpellier, Wiener Concert-Verein, Sinfonietta Cracovia, Slezská filharmonie v Katovicích, Komorní orchestr Krakovské filharmonie a další. Dříve již také měl tu čest dirigovat například Tonhalle-Orchester Zürich, Moskevskou filharmonii, Aspen Festival Orchestra, Festival Strings Lucerne, Gstaad Festival Orchestra, Norrköping Symphony Orchestra, Gävle Symphony Orchestra, NorrlandsOperan Symphony Orchestra, Orchestra Giovanile Italiana a Netherlands Symphony Orchestra.
Od sezóny 2023-2024 je šéfdirigentem Státního komorního orchestru Žilina, v zahraničí vystupujícího pod názvem Slovak Sinfonietta, se kterým zahájil 50. sezónu orchestru.